# Passiflora maliformis
Passiflora maliformis je biljka iz porodice Passifloraceae. Engleska imena za ovu biljku su Sweet calabash, Conch apple, Wild purple passionfruiti Sweet cup što bi u prijevodu na hrvatski jezik bilo slatki kalabaš, školjkasta jabuka, divlja purpurna pasijonka.

## Sinonimi
- Passiflora caudata A.H. Gentry, Phytologia sv. 47, 2, 103. 1980.
- Passiflora laurifolia Guill., Mem. Mus. Hist. Nat. n.s. Bot. sv. 8, 148. 1859., nom. illeg. non L. (1753)
- Passiflora maliformis var. pubescens Planch. & Linden ex Triana & Planch., Ann. Sci. Nat. Bot., sér. 5 17: 149. 1873.
- Passiflora ornata Kunth, Nov. Gen. Sp. sv. 2, 129. 1817.